# Olympische Sommerspiele 1992/Leichtathletik – 4 × 400 m (Frauen)

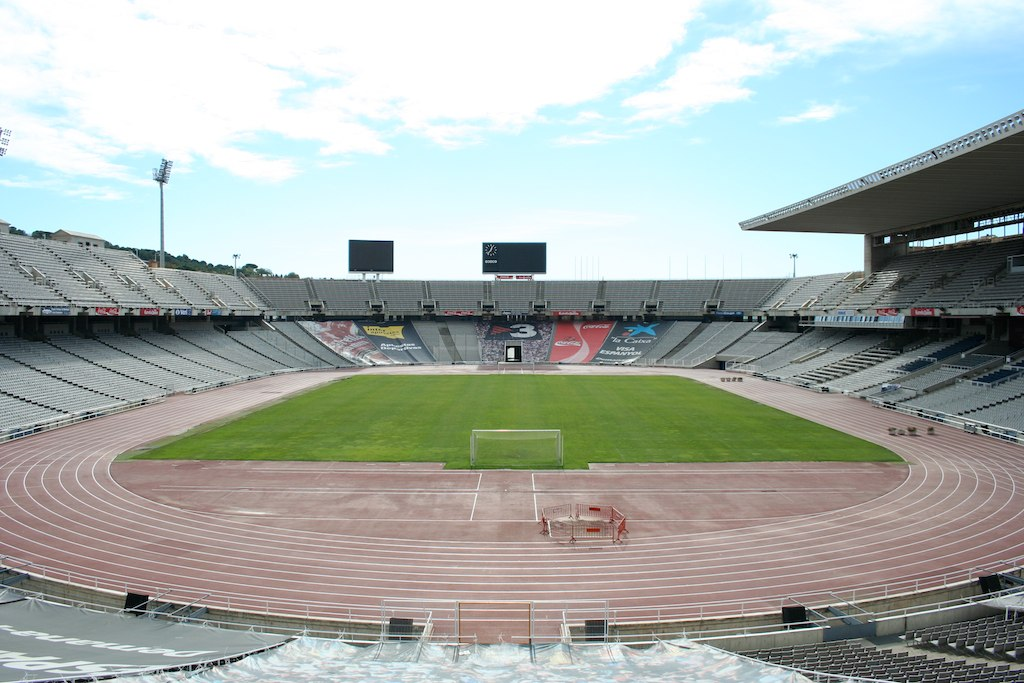
Das Olympiastadion von Barcelona im Jahr 2008

Die 4-mal-400-Meter-Staffel der Frauen bei den Olympischen Spielen 1992 in Barcelona wurde am 7. und 8. August 1992 in zwei Runden im Olympiastadion Barcelona ausgetragen. In vierzehn Staffeln nahmen 62 Athletinnen teil.
Olympiasieger wurde die Staffel des Vereinten Teams mit Jelena Rusina, Ljudmyla Dschyhalowa, Olga Wladimirowna Nasarowa und Olha Bryshina sowie in den Vorläufen auch Marina Schmonina und Lilija Foatowna Nurutdinowa. Die Mannschaft ging mit Sportlerinnen der ehemaligen sowjetischen Teilrepubliken an den Start.
Silber gewann die US-amerikanische Staffel in der Besetzung Natasha Kaiser, Gwen Torrence, Jearl Miles und Rochelle Stevens sowie außerdem in den Vorläufen Dannette Young und Denean Hill.
Bronze ging an die Staffel Großbritanniens (Phylis Smith, Sandra Douglas, Jennifer Stoute, Sally Gunnell).
Auch die nur im Vorlauf eingesetzten Läuferinnen der Medaillengewinnerinnen erhielten entsprechendes Edelmetall.
Die Staffel aus Deutschland qualifizierte sich für das Finale und belegte Rang sechs.

Das Team der Schweiz schied in der Vorrunde aus.

Mannschaften aus Österreich und Liechtenstein nahmen nicht teil.

## Aktuelle Titelträgerinnen
| Olympiasiegerinnen 1988                      | Sowjetunion | 3:15,17 min | Seoul 1988            |
| Weltmeisterinnen 1991                        | Sowjetunion | 3:18,43 min | Tokio 1991            |
| Europameisterinnen 1990                      | DDR         | 3:21,02 min | Split 1990            |
| Panamerikanischer Meisterinnen 1991          | USA         | 3:24,21 min | Havanna 1991          |
| Zentralamerika und Karibik-Meisterinnen 1991 | Jamaika     | 3:38,18 min | Xalapa 1991           |
| Südamerika-Meisterinnen 1991                 | Brasilien   | 3:32,59 min | Manaus 1991           |
| Asienmeisterinnen 1991                       | Indien      | 3:33,50 min | Kuala Lumpur 1991     |
| Afrikameisterinnen 1992                      | Nigeria     | 3:33,13 min | Belle Vue Maurel 1992 |
| Ozeanienmeisterinnen 1990                    | Australien  | 3:55,73 min | Suva 1990             |

## Bestehende Rekorde
| Weltrekord         | 3:15,17 min | Sowjetunion (Tazzjana Ljadouskaja, Olga Nasarowa, Marija Pinigina, Olha Bryshina) | Finale OS Seoul, Südkorea | 1. Oktober 1988 |
| Olympischer Rekord | 3:15,17 min | Sowjetunion (Tazzjana Ljadouskaja, Olga Nasarowa, Marija Pinigina, Olha Bryshina) | Finale OS Seoul, Südkorea | 1. Oktober 1988 |

Der bestehende olympische Rekord, gleichzeitig Weltrekord, wurde bei diesen Spielen nicht erreicht. Im schnellsten Rennen, dem Finale, verfehlte das Vereinte Team als Olympiasieger mit 3:20,20 min diesen Rekord um 5,03 Sekunden.

## Vorrunde
Datum: 7. August 1992
In der Vorrunde wurden die vierzehn Staffeln in zwei Läufe gelost. Für das Finale qualifizierten sich pro Lauf die ersten drei Mannschaften. Darüber hinaus kamen die zwei Zeitschnellsten, die sogenannten Lucky Loser, weiter. Die direkt qualifizierten Staffeln sind hellblau, die Lucky Loser hellgrün unterlegt.

### Vorlauf 1
20:30 Uhr
| Platz | Staffel    | Besetzung                                                                | Zeit        |
| ----- | ---------- | ------------------------------------------------------------------------ | ----------- |
| 1     | USA        | Denean Hill Jearl Miles Dannette Young Natasha Kaiser                    | 3:22,29 min |
| 2     | Jamaika    | Catherine Scott Cathy Rattray-Williams Claudine Williams Juliet Campbell | 3:25,55 min |
| 3     | Australien | Susan Andrews Renée Poetschka Cathy Freeman Michelle Lock                | 3:25,68 min |
| 4     | Kanada     | Rosaline Edeh Karen Clarke Camille Noel Charmaine Crooks                 | 3:26,09 min |
| 5     | Ungarn     | Edit Molnár Ágnes Kozáry Éva Baráti Judit Forgács                        | 3:33,81 min |
| 6     | Thailand   | Saleerat Srimek Sukanya Sang-Nguen Srirat Chimrak Noodang Pimpol         | 3:35,48 min |
| DSQ   | Kuba       | Nancy McLéon Odalmis Limonta Julia Duporty Ana Fidelia Quirot            |             |

### Vorlauf 2
20:40 Uhr
| Platz | Staffel        | Besetzung                                                              | Zeit        |
| ----- | -------------- | ---------------------------------------------------------------------- | ----------- |
| 1     | Vereintes Team | Marina Schmonina Ljudmyla Dschyhalowa Jelena Rusina Lilija Nurutdinowa | 3:22,91 min |
| 2     | Großbritannien | Sandra Douglas Phylis Smith Jennifer Stoute Sally Gunnell              | 3:25,20 min |
| 3     | Deutschland    | Uta Rohländer Heike Meißner Linda Kisabaka Anja Rücker                 | 3:26,25 min |
| 4     | Portugal       | Marta Moreira Eduarda Coelho Elsa Amaral Lucrécia Jardim               | 3:29,38 min |
| 5     | Schweiz        | Kathrin Lüthi Regula Scalabrin Martha Grossenbacher Helen Burkart      | 3:31,26 min |
| 6     | Spanien        | Esther Lahoz Cristina Pérez Gregoria Ferrer Julia Merino               | 3:31,35 min |
| 7     | Bolivien       | Jacqueline Solíz Sandra Antelo Gloria Burgos Moré Galetovic            | 3:53,65 min |

Die Schweizer Schlussläuferin Helen Burkart ist britischer Herkunft. Sie war bei den Spikelen 1984 in Los Angeles für die Mannschaft Großbritanniens gestartet.

## Finale
| Platz | Staffel        | Besetzung | Zeit        |
| ----- | -------------- | --- | ----------- |
| 1     | Vereintes Team | Jelena Rusina Ljudmyla Dschyhalowa Olga Wladimirowna Nasarowa (Finale) Olha Bryshina (Finale) in den Vorläufen außerdem: Marina Schmonina Lilija Foatowna Nurutdinowa | 3:20,20 min |
| 2     | USA            | Natasha Kaiser Gwen Torrence (Finale) Jearl Miles Rochelle Stevens (Finale) in den Vorläufen außerdem: Dannette Young Denean Hill                                     | 3:20,92 min |
| 3     | Großbritannien | Phylis Smith Sandra Douglas Jennifer Stoute Sally Gunnell | 3:24,23 min |
| 4     | Kanada         | Rosaline Edeh Charmaine Crooks Camille Noel Jill Richardson-Briscoe (Finale) in den Vorläufen außerdem: Karen Clarke                                                  | 3:25,20 min |
| 5     | Jamaika        | Catherine Scott Cathy Rattray-Williams Juliet Campbell Sandie Richards (Finale) in den Vorläufen außerdem: Claudine Williams                                          | 3:25,68 min |
| 6     | Deutschland    | Uta Rohländer Heike Meißner Linda Kisabaka Anja Rücker | 3:26,37 min |
| 7     | Australien     | Cathy Freeman Susan Andrews Renée Poetschka Michelle Lock | 3:26,42 min |
| 8     | Portugal       | Marta Moreira Lucrécia Jardim Elsa Amaral Eduarda Coelho | 3:36,85 min |

Datum: 8. August, 21:15 Uhr
Im Finalrennen gab es folgende Besetzungsänderungen:
- Jamaika – Sandie Richards für Claudine Williams
- Kanada – Jill Richardson-Briscoe für Karen Clarke
- USA – Gwen Torrence für Dannette Young und Rochelle Stevens für Denean Hill
- Vereintes Team – Olha Bryshina für Marina Schmonina und Olga Wladimirowna Nasarowa für Lilija Foatowna Nurutdinowa.

Favoritinnen waren vor allem die Staffeln aus den USA und dem Vereinten Team. Deutschlands Mannschaft war durch die Sperre wegen Verstoßes gegen die Antidoping-Bestimmungen für Grit Breuer deutlich geschwächt. So wurde eher Großbritannien als weiterer Medaillenkandidat gehandelt.
Im Rennen entwickelte sich der erwartete Zweikampf der beiden Favoritenstaffeln. Nach dem ersten Wechsel war es noch sehr knapp. Das Vereinte Team zog in führender Position auf die Innenbahn. Dahinter lag Großbritannien vor den USA und Kanada. Noch vor der Zielkurve brachte Gwen Torrence das US-Team an die Spitze und erlief sich kurz vor Staffelübergabe sogar einen kleinen Vorsprung. Charmaine Crooks zeigte für Kanada ebenfalls ein starkes Rennen und wechselte als Zweite vor dem Vereinten Team und Großbritannien. Jetzt wurden die Abstände größer. Jearl Miles für die USA führte deutlich vor Olga Nasarowa, die das Vereinte Team wieder auf Platz zwei gebracht hatte. Mit noch größerem Rückstand folgte Kanada. Dahinter wurde es enger, die Britinnen waren weiterhin auf Rang vier knapp vor den weiteren Mannschaften. Doch auf den nächsten zweihundert Metern änderte sich die Situation wieder. Nasarowa schloss zu Miles auf, während Jennifer Stoute die Britinnen vorbei an Kanada brachte und bis zum Wechsel fast dreißig Meter hinter den beiden führenden Teams mit deutlichem Vorsprung den Stab an die britische Schlussläuferin Sally Gunnell weitergab. An der Spitze setzte sich das Duell zwischen den USA und dem Vereinten Team fort. Rochelle Stevens für die USA führte, Olha Bryshina heftete sich an ihre Fersen. Für Gunnell gab keine Aussichten mehr, da noch heranzukommen, die Britin selber hatte ein paar Meter Vorsprung vor den folgenden Staffeln aus Kanada, Deutschland und Jamaika. Noch in der Zielkurve griff Bryshina die führende Stevens an, die sich jedoch heftig wehrte. Siebzig Meter vor dem Ziel zog Bryshina dann doch vorbei und erlief für ihre Mannschaft den Olympiasieg vor den USA. Großbritannien gewann die Bronzemedaille vor Kanada, Jamaika und der deutschen Staffel.

## Videolinks
- 4154 Olympic Track & Field 1992 Medal Ceremony 4x400m Women, youtube.com, abgerufen am 29. Dezember 2021
- Women's 4x400m Relay Final Barcelona Olympics 1992, youtube.com, abgerufen am 18. Februar 2018